# Liste der Stolpersteine in Brühl (Baden)
Die Liste der Stolpersteine in Brühl (Baden-Württemberg) führt die vom Künstler Gunter Demnig verlegten Stolpersteine in Brühl auf. Sie enthält Angaben, die an das Schicksal der Menschen erinnern, die im Nationalsozialismus deportiert, vertrieben, ermordet oder in den Suizid getrieben wurden.

## Liste
| Bild              | Adresse | Verlegedatum     | Name | Inschrift | Leben |
| ----------------- | --- | ---------------- | --- | --- | --- |
|                   | Hauptstraße 8 (direkt gegenüber vom Rathaus). Das Haus gibt es seit 1975 nicht mehr, dort ist jetzt ein Parkplatz. (Karte) | 20. Februar 2014 | Frieda Rhein | HIER WOHNTE FRIEDA RHEIN GEB. KAHN JG. 1880 UNFREIWILLIG VERZOGEN 1938 MANNHEIM DEPORTIERT 1940 GURS INTERNIERT DRANCY ERMORDET 1942 AUSCHWITZ | Frieda Kahn wurde am 13.04.1880 in Esslingen am Neckar geboren. Sie heiratete 1921 den Kaufmann Jakob Rhein, dessen erste Frau drei Töchter mit ihm hatte. 1938 wurde das von ihr und ihrer Stieftochter weitergeführte Brühler Geschäft zerstört, das Mobiliar auf die Straße geworfen und angezündet. Die Frauen verkauften ihr Anwesen danach unter Wert und siedelten in die vermeintlich sichere Großstadt Mannheim über. Frieda Rhein wurde über Gurs in Südfrankreich nach Auschwitz deportiert und dort ermordet. |
| Lena Rhein        | Hauptstraße 8 (direkt gegenüber vom Rathaus). Das Haus gibt es seit 1975 nicht mehr, dort ist jetzt ein Parkplatz. (Karte) | 20. Februar 2014 | HIER WOHNTE LENA RHEIN JG. 1894 UNFREIWILLIG VERZOGEN 1938 MANNHEIM DEPORTIERT 1942 IZBICA SCHICKSAL UNBEKANNT                                                | Lena Rhein ist am 12.04.1894 als dritte Tochter von Jakob Rhein in Ketsch geboren. Sie blieb ihr Leben lang ledig und half im Haushalt und Geschäft ihres Vaters mit. Er selbst starb 1934 auf natürlichem Wege. Nachdem sie mit ihrer Stiefmutter Frieda und ihrer Tochter Martha nach Mannheim gezogen war, arbeitete sie in einem jüdischen Altersheim. Sie wurde am 19. August 1942 nach Izbica deportiert. Dort verliert sich ihre Spur. | |
| Martha Rhein      | Hauptstraße 8 (direkt gegenüber vom Rathaus). Das Haus gibt es seit 1975 nicht mehr, dort ist jetzt ein Parkplatz. (Karte) | 20. Februar 2014 | HIER WOHNTE MARTHA RHEIN JG. 1921 UNFREIWILLIG VERZOGEN 1938 MANNHEIM DEPORTIERT 1940 GURS INTERNIERT DRANCY ERMORDET 1942 AUSCHWITZ                          | Martha Rhein wurde am 26.07.1921 als Tochter von Lena Rhein in Brühl geboren. Der Vater ist unbekannt. Bis 1935 blieb sie im Haus ihres Großvaters bzw. ihrer Stiefoma. Dann arbeitete sie in anderen, vermutlich auch jüdischen Haushalten, muss aber in Mannheim wieder mit ihrer Mutter und Oma zusammen gelebt haben. Sie wurde über Gurs in Südfrankreich nach Auschwitz deportiert und dort ermordet.                                   | |
|                   | Rohrhofer Straße 32. Das Haus wurde in den 1990er Jahren durch einen Neubau ersetzt. (Karte)                               | 21. Mai 2016     | Hermann Brandt | HIER WOHNTE HERMANN BRANDT JG. 1879 ZEUGE JEHOVAS VERHAFTET 14.4.1939 ‘VERBREITUNG VERBOTENER SCHRIFTEN‘ GEFÄNGNIS MANNHEIM ENTLASSEN 26.6.1939 | Hermann Brandt, der Vater von Otto Brandt, wurde am 17.02.1879 in Bismarckstreu geboren und wohnte später mit seiner Familie im Haus Rohrhofer Straße 32 in Brühl. Am 11.04.1939 wurde er von der Gendarmerie verhaftet und später vom Sondergericht Mannheim wegen der Verbreitung verbotener Schriften der „Zeugen Jehovas“ verurteilt. Die Gefängnishaft dauerte vom 14.04.1939 bis zum 26.06.1939. |
| Otto Brandt       | Rohrhofer Straße 32. Das Haus wurde in den 1990er Jahren durch einen Neubau ersetzt. (Karte)                               | 21. Mai 2016     | HIER WOHNTE OTTO BRANDT JG. 1914 ZEUGE JEHOVAS VERHAFTET 17.10.1943 KRIEGSDIENST VERWEIGERT GEFÄNGNIS HANNOVER MISSHANDELT / GEFOLTERT TOT 20.10.1943         | Otto Brandt wurde am 08.02.1914 in Wygoda als Sohn von Hermann und Ida Brandt geboren. Im Jahr 1942 als Brühler Bürger war er wegen Wehrdienstverweigerung in Hannover in Gefängnishaft, wo er am 18.10.1942 oder 20.10.1942 im Alter von 28 Jahren verstarb. Die Quellenlage zur Todesursache ist nicht ganz eindeutig; entweder starb er aufgrund von Misshandlungen oder durch Erhängen von fremder Hand.                                  | |
| Ida Hedwig Brandt | Rohrhofer Straße 32. Das Haus wurde in den 1990er Jahren durch einen Neubau ersetzt. (Karte)                               | 21. Mai 2016     | HIER WOHNTE IDA HEDWIG BRANDT GEB. TIMM JG. 1892 ZEUGIN JEHOVAS VERHAFTET 14.4.1939 ‘VERBREITUNG VERBOTENER SCHRIFTEN‘ GEFÄNGNIS MANNHEIM ENTLASSEN 26.6.1939 | Ida Hedwig Brandt geb. Timm wurde am 16.05.1892 in Wygoda geboren. Sie wurde zusammen mit ihrem Mann Hermann und aus dem gleichen Grund verhaftet und erlitt die gleiche Gefängnisstrafe. | |